# Kjell Sjöberg (backhoppare)
Kjell Allan Sjöberg, född Dahlquist 11 maj 1937 i Själevad i Örnsköldsviks kommun, död 26 augusti 2013, var en svensk backhoppare som tävlade under 1960-talet. Han representerade IF Friska Viljor. Han satte bland annat världsrekord två gånger.

## Karriär
Kjell Sjöberg var aktiv backhoppare mellan 1950 och 1973. Han deltog i olympiska vinterspelen 1960 i Squaw Valley. Där blev han nummer 45 i K80-backen (det var bara en backhoppstävling den gången). Han deltog första gången i tysk-österrikiska backhopparveckan säsongen 1960/1961. I första deltävlingen i backhopparvecka, i Oberstdorf 30 december 1960 blev han nummer två och kom på segerpallen första gången i en internationell tävling. Med framgångsrik backhoppning i Garmisch-Partenkirchen, Bischofshofen och Innsbruck, blev Kjell Sjöberg totalt nummer 6 i backhopparvecken.
I backhopparveckan 1961/1962 gjorde han bra ifrån sig i de två första tävlingarna, men lyckades inte i de två sista och gick miste om en god placering sammanlagt. Kjell Sjöberg deltog också i backhopparveckan 1965/66 och 1967/68, men sjätteplatsen sammanlagt säsongen 1960/1961 förblev hans bästa resultat. Andraplatsen i Oberstdorf 1960 var också hans bästa resultat i en deltävling i backhopparveckan.
Kjell Sjöberg deltog i Svenska mästerskapen i backhoppning 1962 och vann individuella tävlingen och laghoppningen med IF Friska Viljor. (Friska Viljor hade på den tiden det bästa backhoppningslaget i Sverige och vann alla lagtävlingar i svenska mästerskap från 1956 till 1967. Kjell Sjöberg vann också den individuella tävlingen och blev svensk mästare i 1966.
I OS-1964 i Innsbruck var det två backhoppstävlingar; normal backe och stora backen. I normalbacken blev Sjöberg nummer 33. I stora backen hade han det näst bästa hoppet i tredje omgången och blev nummer 5 sammanlagt. Kjell Sjöberg deltog också i OS 1968 i Grenoble. Där tävlade han i stora backen och blev nummer 53.
Under världsmästerskapen 1966 i Oslo gjorde Sjöberg sin bästa internationella insats. Han vann en bronsmedalj i den individuella tävlingen i stora backen. Bjørn Wirkola vann tävlingen på hemmaplan i Holmenkollen och Takashi Fujisawa, Japan tog silvret bara 3,0 poäng före Sjöberg. I normalbacketävlingen 6 dagar senare blev Sjöberg nummer 6.
Kjell Sjöberg satte två världsrekord under sin backhoppningskarriär. 15 februari 1964 tangerade han Jože Šlibar och Peter Lessers världsrekord i skidflygning då han hoppade 141 meter i Oberstdorf. 10 februari 1967 satte han ny världsrekord i Oberstdorf, med 148 meter.
Kjell Sjöberg avslutade backhoppskarriären 1973.

### Fotnoter
1. ↑  ”Kjell Sjöberg” (på engelska). Sports Reference. Arkiverad från originalet den 17 april 2020. https://web.archive.org/web/20200417203930/https://www.sports-reference.com/olympics/athletes/sj/kjell-sjoberg-1.html. Läst 4 mars 2019.